# Phocoena
Phocoena là một chi động vật có vú trong họ Phocoenidae, bộ Cetacea. Chi này được G. Cuvier miêu tả năm 1816. Loài điển hình của chi này là Delphinus phocoena Linnaeus, 1758.

## Các loài
Chi này gồm các loài:
- Phocoena phocoena - Cá heo cảng
- Phocoena sinus - Cá heo California
- Phocoena dioptrica - Cá heo bốn mắt
- Phocoena spinipinnis - Cá heo Burmeister

## Hình ảnh

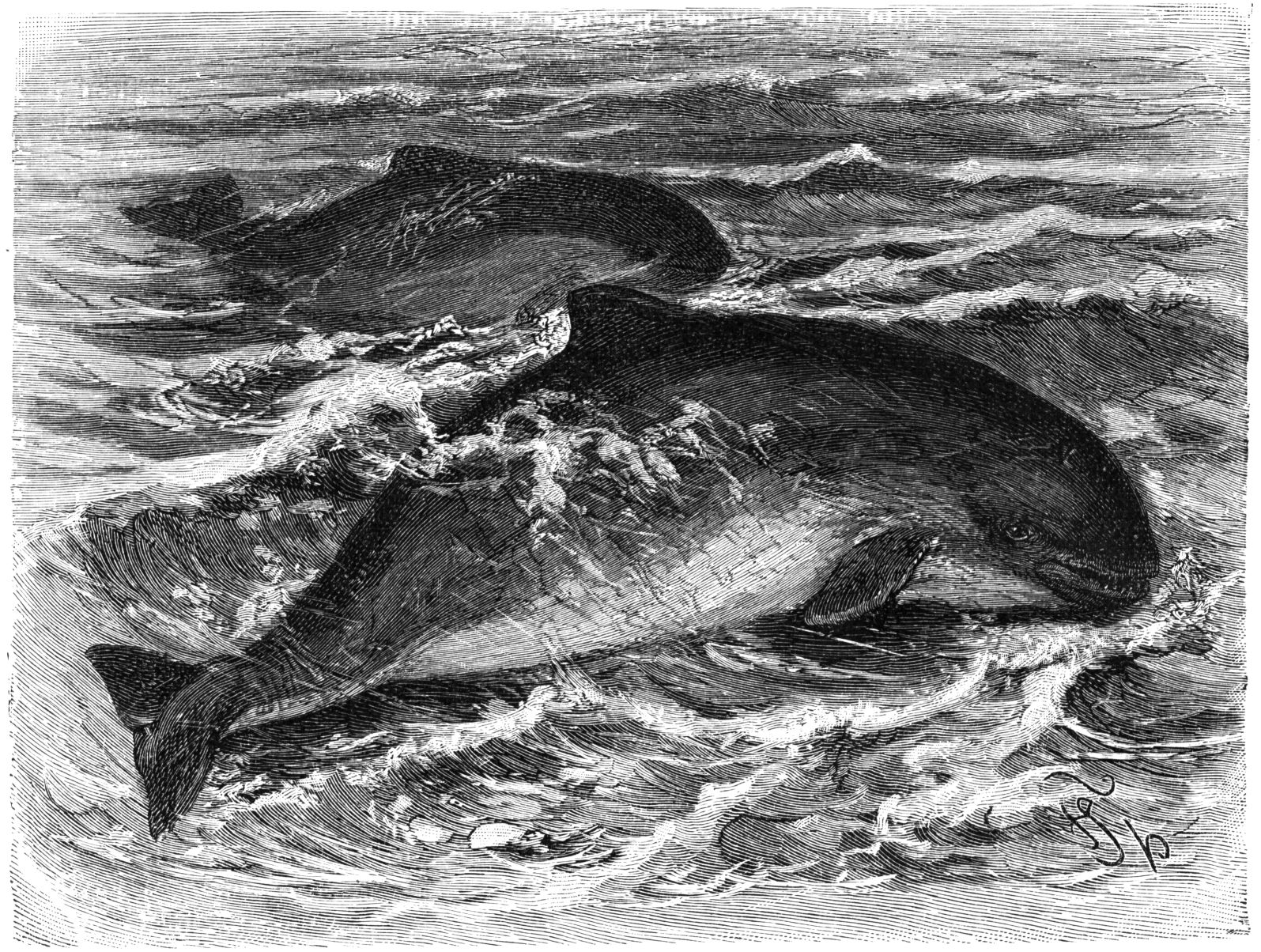
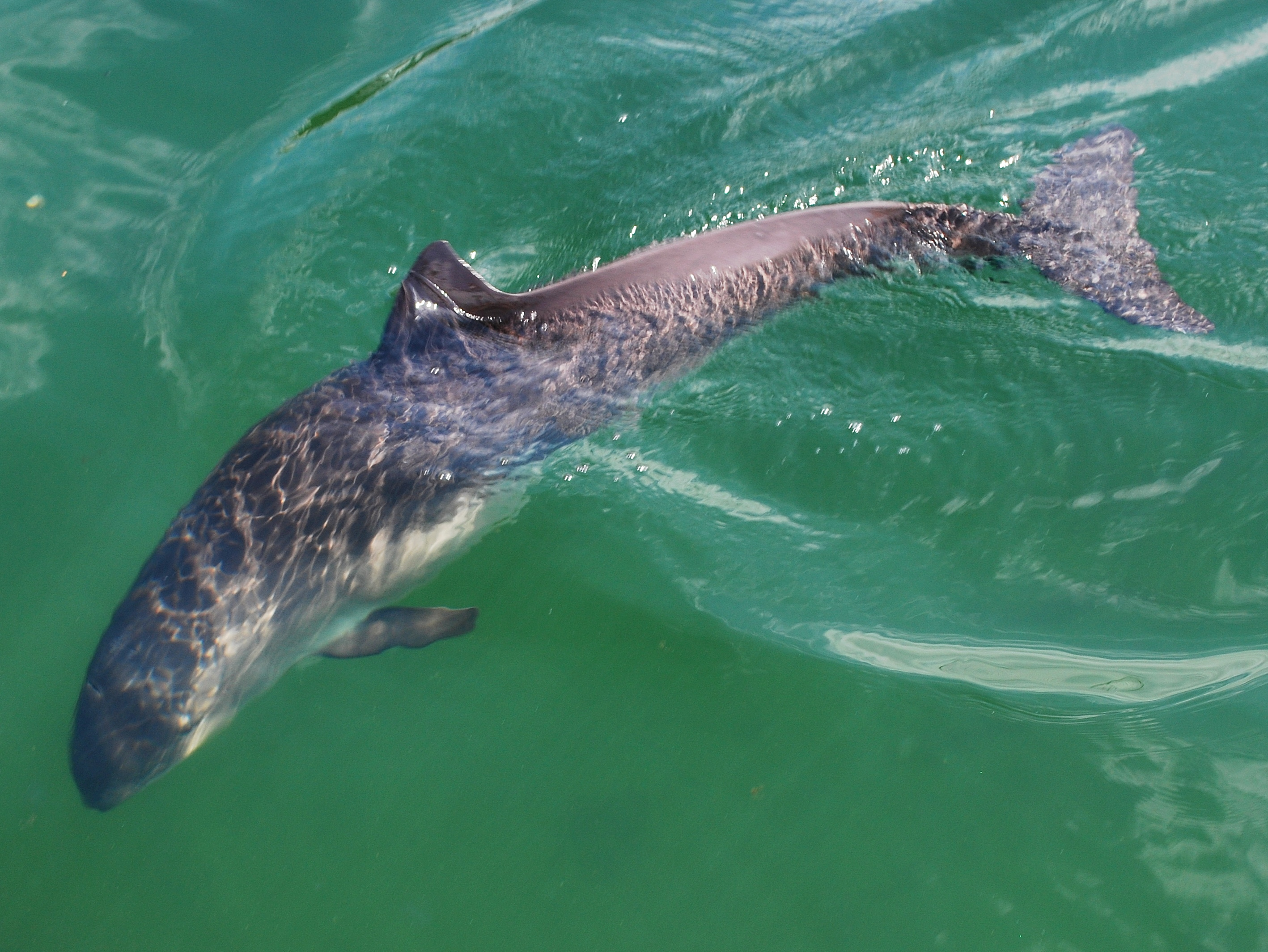
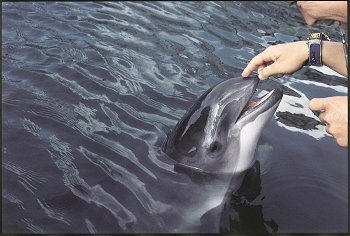
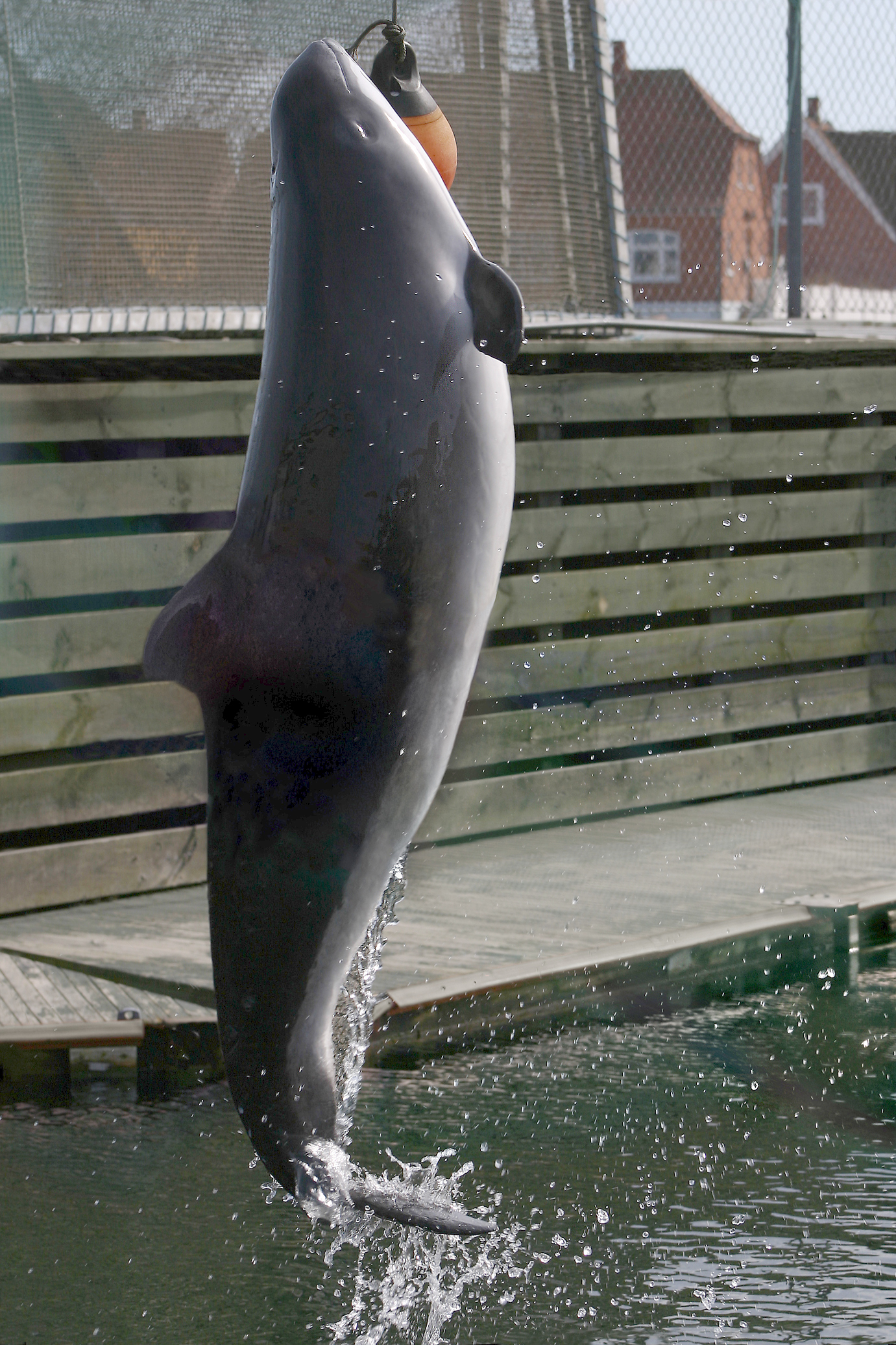